# 朋友区
在流行文化中，朋友区（英語：friend zone）是指两个朋友中的一方希望进一步发展恋爱关系或性关系，另一方却想维持现状的情形。一般认为这是被拒绝者不愿看到的情形。陷入朋友区，是一种被不符合期望的疏远关系所困的感觉，人们会说被拒绝者被“放入”了他们爱慕对象的朋友区中。
朋友区的概念被批评是厌女症的一种表现，因为它似乎在暗示，女性应该与对她们好的男性发生性关系，即使她们对他们没有兴趣。这一概念也与所谓的“好人卡”有密切联系。

## 术语
尽管朋友区是一个性别中立的术语，但在两性关系中，男性常常会被认为陷入了朋友区，而女性则扮演被单相思的对象。在英语中，被放进朋友区的人会被称作“friendzonee”，使其陷入朋友区的人则被叫做“friendzoner”。Friendzone在英语中也可作动词，例如“She's friendzoned you”意为“她已经把你放进了朋友区”。

## 背景
杰里米·尼科尔森在《今日心理学》上说，求爱者为了不被直接拒绝，有时会采取以朋友身份接触的伎俩，从而迂回地实现想要的关系。一旦这一伎俩没有成功，求爱者便陷入了“朋友区”。
一些心理学家认为，在异性友谊中，男性比女性更容易被对方所吸引，也更容易高估对方与自己发展恋爱关系或性关系的兴趣大小。

## 争议
一些女性主义作者认为，朋友区的概念是一种性别歧视，认为它传达了“男性的友好和殷勤应当得到性来作为回报”的資訊。同时，它暗示男女之间无法形成脱离性的友谊，任何柏拉图式的关系都被当作一种“投资”或“工作”，而性是一切关系的顶点。
卫报网站的撰稿人艾利·福格（英語：Ally Fogg）则认为，使用“朋友区”一词的男性未必是认为自己有权发生性关系的厌女者。他指出，这个词反映了缺乏自尊和自信的直男的一种真实的情感体验。

## 流行文化
情景喜剧《老友记》在1994年播出的一集《The One with the Blackout》推动了朋友区一词的流行。在这一集中，为自己对瑞秋的感情所困的罗斯被乔伊描述为“朋友区区长”。
MTV在2011年到2014年播出了名为《朋友区》的真人秀，在节目中，亲密的好友将试图走出朋友区进行相亲。